# John Tiptoft, I conte di Worcester

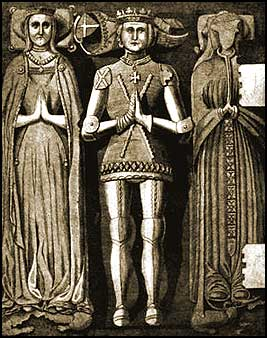
Ritratto della pietra tombale del conte John Tiptoft

John Tiptoft (Eversden, 8 maggio 1427 – Torre di Londra, 18 ottobre 1470) è stato un politico inglese, primo conte di Worcester, Lord gran tesoriere, Lord High Constable e Deputy Governor of Ireland. Era conosciuto col soprannome di "macellaio d'Inghilterra" (Butcher of England).

## Biografia
Era figlio di John Tiptoft, I barone Tiptoft e Joyce Cherleton, erede di Edward Charleton, V barone Cherleton.
La sua formazione fu notevole in quanto venne mandato a studiare presso l'antica Università di Oxford.

### Matrimoni e discendenza
Si sposò tre volte. La prima moglie fu Cecily Neville, figlia di Richard Neville, V conte di Salisbury, che sposò nel 1449 e da cui non ebbe figli. Dopo che lei morì, il 28 luglio 1450, Tiptoft si risposò con Elizabeth Greyndour, unica figlia ed erede di Robert Greyndour di Clearwell. Dal matrimonio nacque un solo figlio che morì infante:
- John (1452).

Dopo la morte della seconda moglie nel 1452, si risposò con Elizabeth Hopton nel 1467, figlia di Thomas Hopton, da cui ebbe un altro figlio:
- Edward (1469-1485), secondo conte di Worcester.

### Carriera
Egli iniziò presto una brillante carriera politica. Dopo essere stato creato conte di Worcester il 16 luglio 1449, ricoprì diverse cariche pubbliche tra cui quella di Lord gran tesoriere (1452–1454) e poi quella di Lord deputato d'Irlanda (1456–1457).
Partì poi per un pellegrinaggio in Terra santa e tornò in Inghilterra passando per l'Italia, dove rimase per due o tre anni a studiare legge a Padova. Lì si guadagnò una considerevole fama come studente di latino.
Dopo essere tornato in patria nel 1461 venne ricevuto con tutti gli onori dal re Edoardo IV di York, che lo decorò con l'ordine della giarrettiera. Dal re ricevette inoltre altre cariche inclusa quella a vita di Conestabile della Torre di Londra e nel 1463 di Lord Steward.
Durante la guerra delle due rose, in qualità di Lord High Constable (1462), Tiptoft presiedette i processi in cui erano coinvolti prigionieri legati ai Lancaster, ruolo che svolse con particolare efferatezza, avendo condannato a morte diversi ribelli politici tra cui Thomas Fitzgerald, VII conte di Desmond e due suoi figli.
Nel 1464 fu nominato a vita Lord Cancelliere d'Irlanda e nel 1467 divenne di nuovo Lord deputato d'Irlanda.
Durante la restaurazione di Enrico VI di Lancaster nel 1470, Tiptoft non riuscì a fuggire con Edoardo IV e i suoi sostenitori. Catturato dai Lancastriani, egli fu giustiziato nella Torre di Londra ma, contrariamente agli usi, non venne privato dei diritti civili e così suo figlio Edward poté succedergli nei titoli nobiliari. Il suo ultimo atto fu chiedere al boia di recidere la sua testa con tre colpi, per amore verso la Santa Trinità.